# Giovan Francesco Loredan
Giovan Francesco Loredan o Loredano (Venezia, 27 febbraio 1607 – Peschiera, 13 agosto 1661) è stato uno scrittore italiano, autore di opere di vario genere e fondatore dell'Accademia degli Incogniti.

## Biografia
Nato a Venezia da Lorenzo Loredan di Santa Maria Formosa e Leonora Boldù. Rimasto orfano di entrambi i genitori in tenera età, fu allevato dallo zio Antonio Boldù ed ebbe per maestro Antonio Colluraffi, più volte ricordato nelle pubblicazioni degli Incogniti.
Divise la sua prima giovinezza tra lo studio e gli stravizi. Frequentò a Padova le lezioni del Cremonini e incominciò, prima del 1623, a radunare attorno a sé quel gruppo di letterati che formò poi l'Accademia degli Incogniti. Come fondatore dell'Accademia degli Incogniti e membro di molte altre Accademie ebbe strette relazioni con quasi tutti i letterati della sua epoca.
Oltre all'attività letteraria, ebbe anche parte negli affari pubblici. A venti anni fu registrato nel libro d'oro, ma la sua carriera cominciò abbastanza tardi: nel settembre 1632 fu eletto Savio agli Ordini e nel 1635 era Tesoriere della fortezza di Palmanova. Al suo ritorno riorganizzò l'Accademia degli Incogniti (1636) e, nel 1638, nonostante i tentativi per evitarlo, fu obbligato, in quanto unico discendente del suo ramo, a contrarre matrimonio con Laura Valier. Fu poi provveditore ai banchi (1640), provveditore alle pompe (1642), nel 1648 fece il salto di qualità ricoprendo l'incarico di avogador del comun incarico che ricoprì più volte (1651, 1656 e 1657) e provveditore alle biave (1653). Raggiunse successivamente le cariche di Inquisitore di Stato e di membro del Consiglio dei Dieci. Nel 1656 entrava nel Minor Consiglio, cioè tra i sei patrizi che, insieme al doge, componevano la Serenissima Signoria. Dovette però subire qualche rovescio politico, perché negli anni seguenti non ebbe più cariche importanti. Nel 1660 era provveditore a Peschiera. L'anno seguente (13 agosto 1661) moriva.

## Opere
Oltre agli Scherzi Geniali (Sarzina, Venezia, 1632) scrisse romanzi più volte ristampati e tradotti anche in francese, come La Dianea (Venezia, Sarzina, 1635) e L'Adamo (ivi 1640), operette di soggetto religioso, come Sensi di devozione sui Sette Salmi penitenziali, (Venezia, Guerigli, 1652); Vita di Alessandro III pontefice, (Venezia, Sarzina, 1637); Vita di S. Giovanni vescovo di Traù, (Venezia, Guerigli, 1648); I gradi dell'anima, (Venezia, Guerigli, 1652), raccolte di cicalate accademiche (Bizzarrie accademiche, Venezia, Guerigli, 1655), Sei dubi amorosi (ivi, Sarzina, 1632); Il cimiterio; epitafi giocosi (insieme con Pietro Michiel, Tivoli, Mancini 1646), una Iliade giocosa (Venezia, 1654), compilazioni storiche (Ribellione e morte del Valestain, sotto lo pseudonimo di Gnaeo Falcidio Donaloro, Milano, Ghisolfi, 1634 che gli costò un'ammonizione da parte degli Inquisitori di Stato; Istoria de' re Lusignani, con lo pseudonimo di Enrico Giblet, Bologna, Monti, 1647), una Vita del Marino (Venezia, Sarzina, 1633), una raccolta di Lettere ancora con lo pseudonimo di E. Giblet (Venezia, Guerigli, 1653).

In qualità di fondatore dell'Accademia degli Incogniti curò le pubblicazioni delle opere collettive dell'Accademia: Cento Novelle, Venezia, Guerigli, 1651; Discorsi accademici, Venezia Sarzina, 1635; Le glorie degli incogniti, Venezia, Valvasense, 1647; Novelle amorose, Venezia, eredi del Sarzina, 1641.